# مینای دریایی
مینای دریایی (نام علمی: Xyloplax) نام یک سرده از شاخه خارپوستان است.